# Comercial Nuevo Milenio
Comercial Nuevo Milenio S.A. fue una empresa chilena de transporte público que operó 40 recorridos alimentadores en la etapa de régimen del sistema Transantiago, abarcaba las zonas I y J. Fue una sociedad anónima cerrada constituida por capitales chilenos.

## Historia

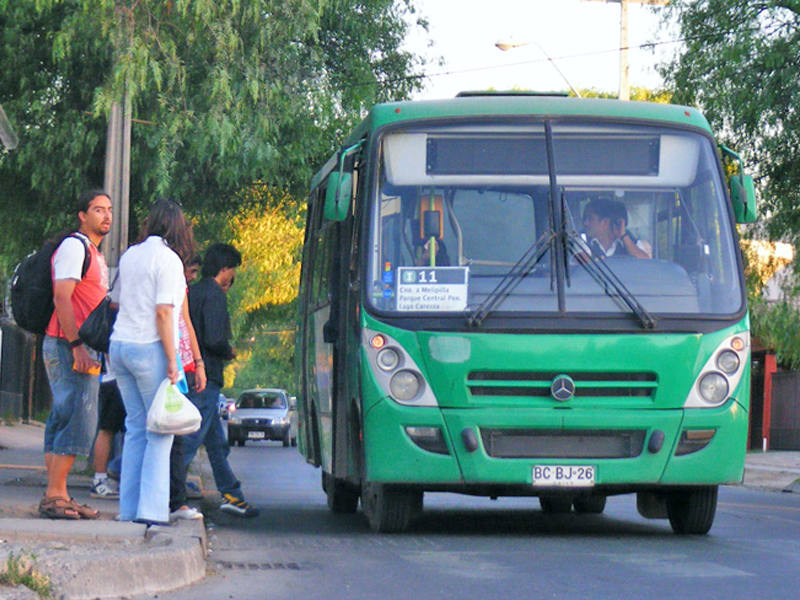
Recorrido I11 Ciudad Satélite - Plaza de Maipú operado por Comercial Nuevo Milenio.

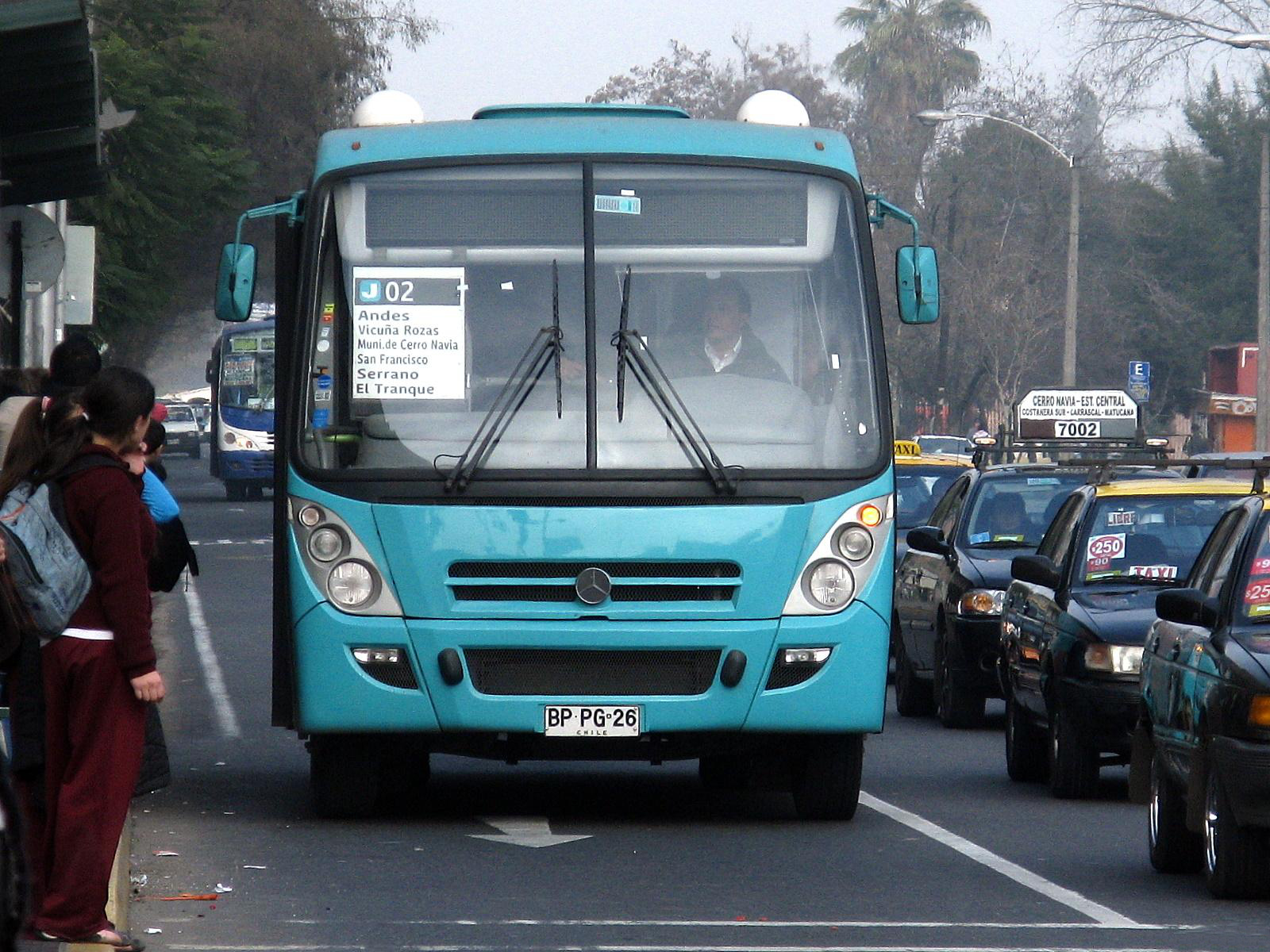
Recorrido, J02 El Tranque - Metro U. L. A. operado por Comercial Nuevo Milenio.

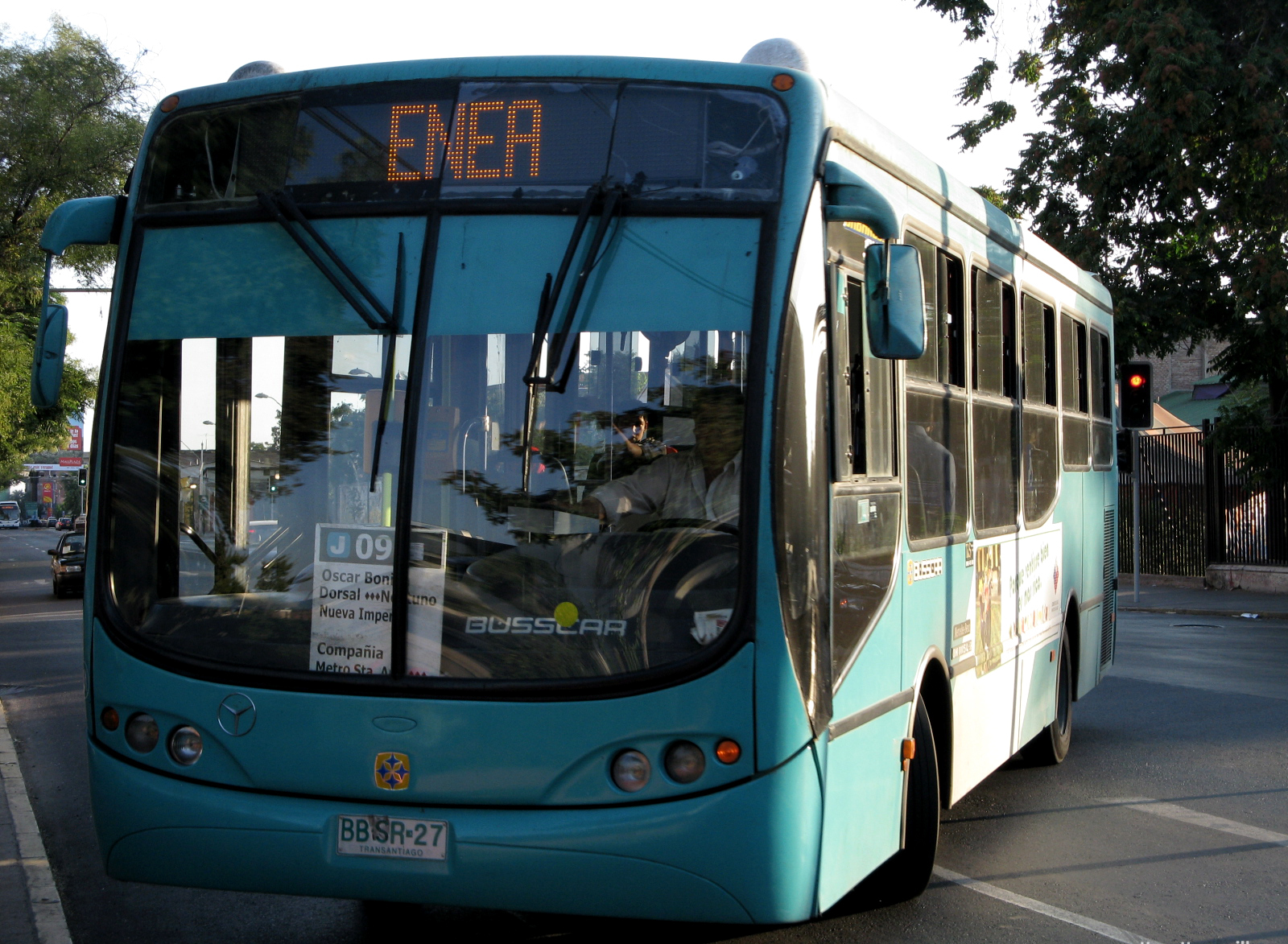
Recorrido, J09 ENEA - Metro Santa Ana operado por Comercial Nuevo Milenio.

Fue fundada el 23 de noviembre del año 2003 en el marco del proceso de licitación del Transantiago. En dicha instancia postuló a las unidades alimentadoras I y J.
En el año 2005 gana la licitación en las zonas a las que postuló. En dicha oportunidad se le asignó una malla de recorridos provenientes de las micros amarillas.
El 22 de octubre de 2005 comenzó a operar los recorridos de las micros amarillas que se adjudicó en la primera fase del sistema. En dicha instancia solo operaba con buses reacondicionados provenientes del antiguo sistema. Estos paulatinamente fueron pintados de acuerdo al color asignado a cada zona.
El 10 de febrero de 2007, comienza con la operación de los servicios alimentadores I y J. Estos estaban numerados del I01 al I22 y del J01 al J19. 
Sus buses se diferencian de los demás servicios locales por ser de colores verde o turquesa con una franja blanca. Sin embargo, cuando se adjudicó el alimentador J, este tenía asignado el color café para sus buses. Posteriormente se cambió el color a la
zona quedando esta vez con el color plata, siendo cambiado en una tercera instancia por el color turquesa.

## Terminales
Comercial Nuevo Milenio contaba con 12 depósitos para su flota, ubicados en lugares estratégicos para la operación de sus servicios. Estos tenían la siguiente denominación y ubicación:
- Plaza Oeste: Aeropuerto 9391, Cerrillos.
- Uspallata: Ramón Subercaseaux 4597, Estación Central.
- El Trebal: Camino a Rinconada 5750, Maipú.
- Lourdes: Av. 5 Poniente Con Camino a Rinconada, Maipú.
- Michimalongo: Camino Los Talaveras Parcela 91B, Maipú.
- San Juan de Chena: San Juan de Chena 120, Maipú.
- Manantiales: Los Agricultores Parcela 49, Maipú.
- El Bosque: René Olivares 2980, Maipú.
- La Travesía: La Travesía 8711, Pudahuel.
- El Canelo: Av. Costanera Sur 8213, Cerro Navia.
- La Capilla: Av. Costanera Sur 8217, Cerro Navia.
- ENEA: Av. José Manuel Guzmán 1357, Pudahuel.

## Flota
La composición de su flota estaba conformada por 51 Minibuses todos montados en Chasis Mercedes Benz LO-915 y carrozado Modelo Caio Foz. Entre 2008 y 2009 se sumaron a la flota 2 Buses Rígidos todos montados en Chasis Mercedes Benz O-500U y carrozados modelos Busscar Urbanuss Pluss y Marcopolo Gran Viale. Entre marzo y mayo se prevé la llegada de 93 y 219 de estos nuevos buses a los diversos recorridos de las Zonas I y J, hasta sumar 247 con los que actualmente están en los buses reciclados arrendados por esta empresa.

## Recorridos
El Sábado 22 de octubre de 2005, se adjudicó varios recorridos de las micros amarillas con los cuales ocupara los clásicos buses reacondicionados. A continuación, una lista de los siguientes recorridos que administraba en noviembre de ese mismo año:

### Primera etapa Transantiago
Servicios correspondiente a la licitación de la Zona I y J:
| Recorrido | Inicio               | Fin                 |
| --------- | -------------------- | ------------------- |
| 171       | Lo Espejo            | Recoleta            |
| 182       | Quilicura            | Villa Lo Errázuriz  |
| 200       | Pudahuel             | La Dehesa           |
| 201       | Cerro Navia          | Lo Barnechea        |
| 203       | Pudahuel             | Los Trapenses       |
| 213       | Rinconada de Maipú   | Peñalolén           |
| 216       | El Montijo           | Peñalolén           |
| 226       | Pudahuel             | Colón 10.000        |
| 233       | J. J. Pérez          | Lo Barnechea        |
| 234       | Cerro Navia          | Las Condes          |
| 235       | El Montijo           | Las Condes          |
| 238       | Cerro Navia          | Las Condes          |
| 239       | Cerro Navia          | Fleming             |
| 333       | Lo Errázuriz         | Cantagallo          |
| 345       | Plaza Oeste          | Vitacura            |
| 354       | Pudahuel Sur         | La Pintana          |
| 364       | Peñalolén            | Lo Espejo           |
| 385       | La Granja            | El Montijo          |
| 386       | El Bosque            | El Montijo          |
| 428       | Plaza Oeste          | Alto Las Condes     |
| 600       | El Montijo           | Ñuñoa               |
| 632       | Peñalolén            | Maipú               |
| 658       | Pudahuel Sur         | San Bernardo        |
| 659       | Villa Chiloé         | Plaza Oeste         |
| 668       | Maipú                | Américo Vespucio    |
| 710       | Puente Alto          | Maipú               |
| 711       | Lo Hermida           | Maipú               |
| 800       | Maipú                | Mall Plaza Tobalaba |
| 817       | Noviciado            | Metro Quinta Normal |
| ES-3      | Ciudad de los Valles | Metro Pajaritos     |
| ES-4      | Maipú                | Santiago Centro     |
| MB-35     | Pudahuel Sur         | Metro Quinta Normal |

### Transantiago
Comercial Nuevo Milenio operaba todos los servicios alimentadores de las Zonas I y J del Transantiago (durante febrero de 2007 y hasta junio de 2012). Actualmente no opera ninguno de sus servicios asignados. La Zona I esta que se fue asignada a Buses Vule y la Zona J, cuando fue entregada a Buses Metropolitana.

#### Zona I
| Recorrido | Inicio                | Fin                         |
| --------- | --------------------- | --------------------------- |
| I01       | Rene Olivares         | Hospital San Borja Arriarán |
| I02       | Rinconada             | Laguna Sur                  |
| I03       | René Olivares         | Villa Portales              |
| I03c      | Valle Verde           | San Alberto Hurtado         |
| I04       | Villa El Abrazo       | San Alberto Hurtado         |
| I04c      | Villa El Abrazo       | Plaza de Maipú              |
| I04e      | Villa El Abrazo       | Plaza de Maipú              |
| I05       | Villa Los Maitenes    | Mall Plaza Oeste            |
| I06       | Rinconada             | Mall Plaza Oeste            |
| I07       | Rinconada             | Mall Arauco Maipú           |
| I08       | Mall Arauco Maipú     | San Alberto Hurtado         |
| I08c      | La Farfana            | Las Rejas                   |
| I09       | Rinconada             | U.L.A.                      |
| I09c      | Rinconada             | Las Rejas                   |
| I09e      | Rinconada             | U.L.A.                      |
| I09n      | Rinconada             | Plaza de Maipú              |
| I09v      | Rinconada             | Plaza de Maipú              |
| I10       | René Olivares         | USACH                       |
| I11       | Ciudad Satélite       | Plaza de Maipú              |
| I12       | La Farfana            | Mall Plaza Oeste            |
| I13       | Villa Los Presidentes | San Alberto Hurtado         |
| I14       | Mall Plaza Oeste      | Estación Central            |
| I15       | Villa Francia         | Universidad de Santiago     |
| I16       | Población Santiago    | Villa Patricio Mekis        |
| I17       | Villa Francia         | Hospital San Juan de Dios   |
| I18       | Rinconada             | U.L.A.                      |
| I20       | Valle Verde           | Marta Ossa Ruiz             |
| I21       | Plaza de Maipú        | Villa Hernán Díaz           |
| I22       | La Farfana            | Del Sol                     |

#### Zona J
| Recorrido | Inicio              | Fin                   |
| --------- | ------------------- | --------------------- |
| J01       | Villa Alto Jahuel   | Quinta Normal         |
| J01c      | Carrascal           | Quinta Normal         |
| J02       | El Tranque          | U.L.A.                |
| J03       | Costanera Sur       | República             |
| J04       | Neptuno             | La Alianza            |
| J04c      | Lo Prado            | La Alianza            |
| J05       | U.L.A.              | Mapocho               |
| J06       | Costanera Sur       | Pajaritos             |
| J07       | Pajaritos           | Noviciado             |
| J07c      | Pudahuel            | Lo Boza               |
| J07e      | Pajaritos           | Noviciado             |
| J08       | Pudahuel Sur        | Hospital Félix Bulnes |
| J08c      | Los Mares           | Laguna Sur            |
| J09       | Santa Ana           | Enea                  |
| J10       | Parque de Los Reyes | Enea                  |
| J11       | Lomas de Lo Aguirre | Pajaritos             |
| J12       | Pajaritos           | Ciudad de Los Valles  |
| J13       | Estación Central    | Costanera Sur         |
| J13c      | San Pablo           | Costanera Sur         |
| J14       | Estación Central    | Pudahuel Sur          |
| J14c      | Villa Roosevelt     | Pudahuel Sur          |
| J15       | La Alianza          | San Alberto Hurtado   |
| J15c      | La Alianza          | Neptuno               |
| J16       | Cerro Navia         | Estación Central      |
| J17       | Pajaritos           | Puerto Santiago       |
| J18       | Enea                | San Pablo             |
| J18c      | Av. La Estrella     | San Pablo             |
| J19       | Pudahuel Sur        | Santa Ana             |
| J19c      | Pudahuel Sur        | Blanqueado            |